# Tătaru (Prahova megye)
Tătaru község Prahova megyében, Munténiában, Romániában.  A hozzá tartozó települések: Podgoria és Siliștea.

## Fekvése
A megye keleti részén található, a megyeszékhelytől, Ploieşti-től, negyvenegy kilométerre északkeletre, a Szubkárpátok dombságain.

## Történelem
A 19. század végén a község Prahova megye Cricovul járásához tartozott és csupán Tătaru faluból állt. A következő években elveszítette községi rangját és Cărbunești községhez csatolták.
1931-ben ismét községközpont lett. 1938-ban Prahova megye Urlați járásának a része volt.
1950-ben közigazgatási átszervezés alapján, a Prahova-i régió Urlați rajonjához került, majd 1952-ben a Ploiești régióhoz csatolták.
1968-ban ismét megyerendszert vezettek be az országban, a község az újból létrehozott Prahova megye része lett. Ekkor kerültek az irányítása alá Podgoria és Siliștea falvak.

## Lakossága
A nemzetiségi megoszlás a következő:
| 2002     | 2002 | 2002   |
| -------- | ---- | ------ |
| Románok  | 1276 | 100,0% |
| Összesen | 1276 | 100,0% |